# Hrabstwo Haywood (Tennessee)
Hrabstwo Haywood (ang. Haywood County) – hrabstwo w stanie Tennessee w Stanach Zjednoczonych. Obszar całkowity hrabstwa obejmuje powierzchnię 534,15 mil² (1383,44 km²). Według szacunków United States Census Bureau w roku 2009 miało 18 881 mieszkańców.
Hrabstwo powstało w 1823 roku. 

## Miasta
- Brownsville
- Stanton[4]